# Il parlatore eterno
Il parlatore eterno è un'opera buffa in un atto di Amilcare Ponchielli su libretto di Antonio Ghislanzoni.

## Genesi
Dopo il successo della seconda versione de I promessi sposi andata in scena al Teatro Dal Verme di Milano nell'inverno del 1872, su iniziativa del librettista Ghislanzoni viene commissionata a Ponchielli una nuova opera per il Teatro alla Scala da Giulio Ricordi. La stesura di quest'opera, I Lituani, procederà a singhiozzo a causa delle ansie creative del compositore, il quale, nel frattempo, si cimenta nella composizione del balletto Le due gemelle e, con lo stesso Ghislanzoni coinvolto già nel libretto dei Lituani, di un'opera buffa. L'unica incursione che Ponchielli aveva avuto nel repertorio buffo fino ad allora era stata la collaborazione al centone Il sindaco babbeo, composto con i colleghi del conservatorio di Milano nel 1851. 

Il soggetto della nuova opera è tratto dalla commedia francese Le Parleur éternel di Charles-Maurice Descombes del 1805, già conosciuta e rappresentata in Italia. Il protagonista Lelio, il "parlatore eterno" che dà il titolo dello spettacolo, canta dall'inizio alla fine, e gli altri personaggi, muti fino al finale in cui si limitano a cantare dei pertichini con il coro, vengono prontamente zittiti e messi a tacere dalla verve incontenibile del personaggio. L'opera costituisce quindi un unicuum nella storia dell'opera che non conosce paragoni, né con l'intermezzo di Domenico Cimarosa Il maestro di cappella, poiché vi agisce un solo personaggio, né con Il Pigmalione di Gaetano Donizetti, dato che Galatea ha interventi più corposi rispetto agli altri personaggi dell'opera di Ponchielli.
 Per la parte del protagonista, per il quale occorre "voce, voce, voce e molta scioltezza di scilinguagnolo" a parole dello stesso Ghislanzoni, viene scritturato il baritono Ignazio Viganotti, che terrà a battesimo l'opera il 18 ottobre del 1873 a Lecco, città natale del librettista. Il buon successo dell'opera spronerà Ponchielli a gettarsi anima e corpo nella stesura finale dei Lituani, che debutteranno quattro mesi dopo alla Scala.

## Esecuzioni contemporanee
Dopo un immediato quanto lusinghiero successo che la accompagna fino ai vent'anni successivi al debutto, l'opera scompare dai repertori dei teatri presto. La prima esecuzione in tempi moderni avviene nel 2006 nello stesso teatro che ne aveva visto il debutto nel 1873. Un ulteriore nuova rappresentazione avviene a quindici anni di distanza al Teatro Filarmonico di Verona.
L'unica incisione in studio dell'opera, con Armando Ariostini nel ruolo di Lelio, si basa sulla riduzione per canto e piano di Michele Saladino.

## Trama
Lelio Cinguetta, giovane medico, si introduce nottetempo nella casa dell'amata Susetta. Dopo averla mandata a chiamare tramite la serva Sandrina, viene scoperto dai genitori di Susetta, il Dottor Nespola e Aspasia. Lelio cerca di convincere i due ad acconsentire alle loro nozze, essendo sopraggiunta nel frattempo anche Susetta: di fronte al loro rifiuto, e all'arrivo improvviso del suo rivale Egidio, promesso sposo dell'amata, Lelio si infuria e lo sfida a duello. Il trambusto richiama la polizia e i vicini di casa del dottor Nespola: l'irrefrenabile parlantina di Lelio spinge i coniugi a concedere le tanto sospirate nozze, purché il genero "cessi di chiacchierar".

## Incisioni discografiche
| Anno | Cast (Lelio Cinguetta) | Direttore        | Etichetta |
| ---- | ---------------------- | ---------------- | --------- |
| 1990 | Armando Ariostini      | Vincenzo Scalera | Opus      |